# James Whitney

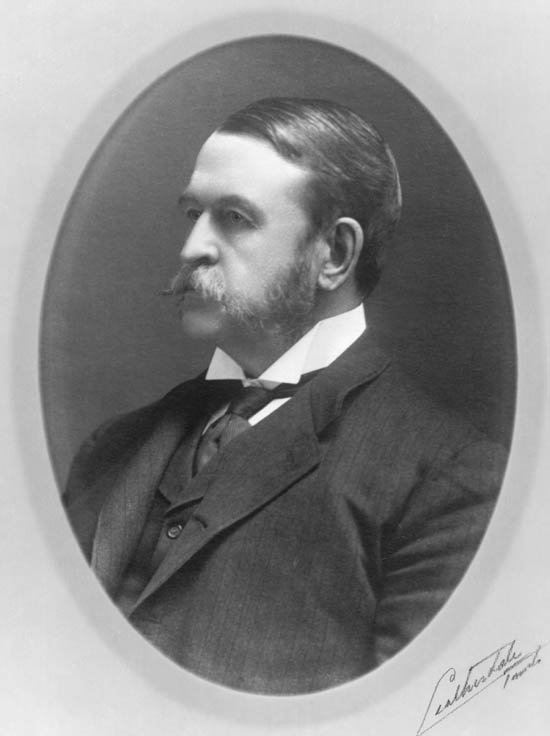
James Whitney

Sir James Pliny Whitney KCMG (* 22. Oktober 1843 in Williamsburgh Township, Oberkanada; † 25. September 1914 in Toronto, Ontario)
ein kanadischer Politiker, der zwischen 1896 und 1914 Vorsitzender der Conservative Party of Ontario sowie von 1905 bis 1914 Premierminister von Ontario war.

## Leben

### Mitglied der Legislativversammlung und Vorsitzender der Conservative Party
Whitney wurde nach dem Besuch der Cornwall Collegiate and Vocational School in den 1860er Jahren Mitarbeiter in der Anwaltskanzlei von John Sandfield Macdonald, ehe er 1871 ein Studium der Rechtswissenschaften begann. Nach dessen Abschluss und der anwaltlichen Zulassung nahm er 1875 selbst eine Tätigkeit als Rechtsanwalt auf.
Bei einer Nachwahl wurde Whitney am 1. Januar 1888 als Kandidat der Conservative Party of Ontario im Wahlkreis Dundas erstmals zum Mitglied der Legislativversammlung von Ontario gewählt, der er bis zu seinem Tod am 25. September 1914 mehr als 26 Jahre lang angehörte.
1896 wurde er Nachfolger von George Frederick Marter als Vorsitzender der Conservative Party of Ontario und bekleidete diese Funktion bis zu seinem Tod.
Bei den Wahlen vom 1. März 1898 war er erstmals Spitzenkandidat seiner Partei und konnte dabei das Ergebnis von 30 auf 43 Mandate im 94-köpfigen Parlament verbessern. Stärkste Kraft blieb aber die Ontario Liberal Party von Premierminister Arthur Sturgis Hardy, die zwar sieben Sitze verlor, mit 51 Mandaten aber nach wie vor eine deutliche absolute Mehrheit besaß. Bei den darauf folgenden Wahlen zur Nationalversammlung am 29. Mai 1902 konnten die Konservativen ihr Ergebnis noch einmal verbessern und verfügte nunmehr über 48 Sitze in der auf 98 Sitze vergrößerten Legislativversammlung. Die Liberale Partei unter dem seit dem 20. Oktober 1899 regierenden Premierminister George William Ross hatte dagegen nur noch eine knappe Mehrheit von einem Sitz und stellte 50 Abgeordnete.
Bei den Wahlen vom 25. Januar 1905 errang Whitney mit seiner Conservative Party einen Erdrutschsieg und gewann 21 Mandate hinzu, so dass sie über 69 im 98-köpfigen Parlament verfügte. Wahlverlierer war die Ontario Liberal Party von Premierminister George William Ross, die nur noch 29 Abgeordnete stellte und nach 33 Jahren an der Regierung in die Opposition gehen musste.

### Premierminister von Ontario 1905 bis 1914
Whitney wurde daraufhin am 8. Februar 1905 als Nachfolger von Ross sechster Premierminister von Ontario und bekleidete dieses Amt mehr als neun Jahre lang bis zu seinem Tod am 25. September 1914. Zugleich war er zwischen dem 8. Februar und dem 30. Mai 1905 auch Generalstaatsanwalt.
Als Premierminister verfolgte er einen progressiven Kurs. Seine Regierung gründete die Elektrizitätsgesellschaft Ontario Hydro, erließ aber auch das umstrittene Reglement 17, das den Schulunterricht in französischer Sprache stark einschränkte, aber nach Protesten schließlich wieder rückgängig gemacht wurde.
Bei den Wahlen zur Legislativversammlung wurde die Conservative Party jeweils mit großer Mehrheit bestätigt. Bei den Wahlen vom 8. Juni 1908 erhielt die CP 86 Sitze im 106-köpfigen Parlament, während die LP noch einmal zehn Sitze verlor und nur noch 19 Abgeordnete hatte. Bei den Wahlen zur Legislativversammlung vom 11. Dezember 1911 verlor die Conservative Party drei Mandate, stellte aber mit 83 Abgeordneten nach wie vor die Mehrheit im Parlament, während die Ontario Liberal Party diese drei Sitze hinzugewann und mit 22 Abgeordneten vertreten war. Bei den letzten Wahlen zu Whitneys Lebzeiten kam die Conservative Party auf 84 Abgeordnete in der auf 111 Mitglieder erweiterten Legislativversammlung und die Liberale Partei auf 26 Mandate.
Für seine Verdienste wurde Whitney zum Knight Commander des Order of St. Michael and St. George (KCMG) geschlagen und führte danach den Namenszusatz „Sir“.
Nach seinem Tod folgte ihm William Howard Hearst als Premierminister sowie als Vorsitzender der Conservative Party of Ontario.